# Government Issue
Government Issue waren eine Washingtoner Hardcore-Band. Als eine der ersten Gruppen, die Anfang der 1980er-Jahre auf dem Label Dischord Records veröffentlichten, gehören sie zu den Vorreitern ihres Genres; im Gegensatz zu vielen ähnlichen Bands bestand die Gruppe relativ lange und wurde, allerdings nach einer Vielzahl an Besetzungswechseln, erst 1989 aufgelöst.

## Bandgeschichte
Government Issue entstanden aus der Band The Stab. Als diese 1981 auseinanderbrach, suchten Sänger John Schroeder (der sich in Anlehnung an seine alte Band später John Stabb nannte) und Schlagzeuger Marc Alberstaft einen Gitarristen und einen Bassisten, um wieder eine komplette Formation bilden zu können. Mit John Barry und Brian Gay waren diese bald gefunden, und noch im selben Jahr spielte die Band ihre Debüt-EP ein, die über das damals noch neue, dem Do-it-yourself-Gedanken verpflichteten Label Dischord Records in einer Auflage von 1.000 Stück veröffentlicht wurde. Bereits im Gründungsjahr folgten auch die ersten Besetzungswechsel, wobei zunächst Gay absprang, der am Bass von Minor-Threat-Mitglied Brian Baker ersetzt wurde. Als auch Barry kurz darauf die Band verließ, wechselte Baker an die Gitarre, wo er nach seinem bald folgenden Ausstieg (im April 1982 wechselte er zurück zu Minor Threat) vom neu hinzugekommenen Bassisten Tom Lyle vertreten wurde. 1982 tourten Government Issue mit Scream durch Kalifornien; ihr erstes Album nahm die Band 1983 auf, Ian MacKaye fungierte dabei als Produzent. Im selben Jahr spielte die Band eine USA-Tournee.
Bis zu ihrer Auflösung war die Band mehreren weiteren Besetzungswechseln unterworfen; unter anderem spielten Minor-Threat-Mitglied Steve Hansgen, Peter Moffett, Mike Fellows, Rob Moss (ex-Artificial Peace) und J. Robbins bei Government Issue.
2007 und 2010 reformierte sich die Band für je ein Benefizkonzert. 2014 trat Government Issue auf einem Festival und Washington auf. Anschließend führten Stabb und Barry die Band mit Bassist Dwayne Bruner (zuvor bei Cross My Heart) und Schlagzeuger Karl Hill (zuvor bei Sorry About Your Daughter) weiter, unternahmen eine kleine Tournee durch den Südosten der USA und spielten auf einigen Festivals. Stabbs fortschreitende Erkrankung führte zur Auflösung der Band. Der Sänger starb im Frühjahr 2016 an Magenkrebs.

## Nach Government Issue
Gitarrist Tom Lyle veröffentlichte 1991 sein Solodebüt, bei dessen Aufnahme ihn neben seinem früheren Bandkollegen Moffett auch Adam Wade von der Gruppe Jawbox unterstützte. John Stabb gründete später mit The Factory Incident eine neue Band. J. Robbins war in den Bands Jawbox und Burning Airlines aktiv und wirkte außerdem als Produzent an Alben von Gruppen wie Jets to Brazil, Jawbreaker, Against Me! und None More Black mit. Peter Moffett war bei Franz Stahls Projekt Wool und wie Robbins bei den Burning Airlines beschäftigt, Mike Fellows bei Rites of Spring. Brian Baker gründete 1985 Dag Nasty und wurde Mitte der 1990er-Jahre Mitglied von Bad Religion.
2003 wurde ein Livealbum mit einem Auftritt, den Government Issue 1987 im CBGB’s absolviert hatten, veröffentlicht. Außerdem wurden seit der Trennung zahlreiche Werkzusammenstellungen und Wiederveröffentlichungen auf unterschiedlichen Labels herausgebracht.

## Diskografie

### EPs
- 1981: Legless Bull (Dischord)
- 1982: Make an Effort (Fountain of Youth)
- 1985: Give Us Stabb or Give Us Death (Mystic)
- 1988: Strange Wine (Positive)

### Alben
- 1983: Boycott Stabb (Positive)
- 1984: Joyride (Fountain of Youth)
- 1985: Live on Mystic (Mystic)
- 1985: The Fun Just Never Ends (Fountain of Youth)
- 1986: Government Issue (Positive)
- 1987: You (Rockville)
- 1989: Crash (Positive)
- 2004: Demos (posthum, Crapoulet Records)